# Kroatien i olympiska spelen
Kroatien har deltagit i 18 olympiska spel (9 vinter, 9 sommar). Kroatien har deltagit med sammanlagt 300 idrottare varav 57 var kvinnor och 243 var män. Kroatiens äldsta idrottare i ett olympiskt spel var Dragutin Šurbek som vid OS 1992 var 45 år och 355 dagar. Den yngsta var Goran Puljko som vid sommar-OS 1992 var 14 år och 223 dagar.

## Medaljer
Kroatien har tagit medaljer vid alla sommarspel som de har ställt upp i och i fyra vinterspel.
| Guld | Silver | Brons | Totalt antal medaljer |
| ---- | ------ | ----- | --------------------- |
| 20   | 21     | 18    | 59                    |

### Medaljer för spel

#### Sommar-OS 1992
- Basket, herrar
  - Kroatiens herrlandslag i basket - Silver
- Tennis, herrar singel
  - Goran Ivanišević - Brons
- Tennis, herrar dubbel
  - Goran Ivanišević och Goran Prpić - Brons

#### Sommar-OS 1996
- Handboll, herrar
  - Kroatiens herrlandslag i handboll - Guld
- Vattenpolo, herrar
  - Kroatiens herrlandslag i vattenpolo - Silver

#### Sommar-OS 2000
- Tyngdlyfting, fjädervikt herrar
  - Nikolay Peshalov - Guld
- Rodd, åtta med styrman herrar
  - Igor Francetić, Tihomir Franković, Tomislav Smoljanović, Nikša Skelin, Siniša Skelin, Krešimir Čuljak, Igor Boraska, Branimir Vujević och Silvijo Petriško - Brons

#### Vinter-OS 2002
- Alpin skidåkning, storslalom damer
  - Janica Kostelić - Guld
- Alpin skidåkning, slalom damer
  - Janica Kostelić - Guld
- Alpin skidåkning, kombinerad damer
  - Janica Kostelić - Guld
- Alpin skidåkning, Super-G damer
  - Janica Kostelić - Silver

#### Sommar-OS 2004
- Handboll, herrar
  - Kroatiens herrlandslag i handboll - Guld
- Rodd, tvåa utan styrman damer
  - Siniša Skelin och Nikša Skelin - Silver
- Simning, 50m fristil herrar
  - Duje Draganja - Silver
- Tennis, dubbel herrar
  - Mario Ančić och Ivan Ljubičić - Brons
- Tyngdlyftning, lättvikt herrar
  - Nikolay Peshalov - Brons

#### Vinter-OS 2006
- Alpin skidåkning, kombination damer
  - Janica Kostelić - Guld
- Alpin skidåkning, kombination herrar
  - Ivica Kostelić - Silver
- Alpin skidåkning, Super-G damer
  - Janica Kostelić - Silver

#### Sommar-OS 2008
- Friidrott, höjdhopp damer
  - Blanka Vlašić - Silver
- Gymnastik, häst herrar
  - Filip Ude - Silver
- Taekwondo, fjädervikt damer
  - Martina Zubčić - Brons
- Taekwondo, weltervikt damer
  - Sandra Šarić - Brons
- Skytte, 10m luftgevär damer
  - Snježana Pejčić - Brons

#### Vinter-OS 2010
- Alpin skidåkning, superkombination herrar
  - Ivica Kostelić - Silver
- Alpin skidåkning, Slalom herrar
  - Ivica Kostelić - Silver
- Skidskytte, sprint herrar
  - Jakov Fak - Brons

#### Sommar-OS 2012
- Friidrott, diskus damer
  - Sandra Perković - Guld
- Skytte, trap herrar
  - Giovanni Cernogoraz - Guld
- Vattenpolo, herrar
  - Kroatiens herrlandslag i vattenpolo - Guld
- Rodd, fyrsculler herrar
  - David Šain, Martin Sinković, Damir Martin och Valent Sinković - Silver
- Handboll, herrar
  - Kroatiens herrlandslag i handboll - Brons
- Taekwondo, flugvikt damer
  - Lucija Zaninović - Brons

#### Vinter-OS 2014
- Alpin skidåkning, superkombination herrar
  - Ivica Kostelić - Silver

#### Sommar-OS 2016
- Friidrott, diskus damer
  - Sandra Perković - Guld
- Friidrott, spjut damer
  - Sara Kolak - Guld
- Segling, 470 herrar
  - Igor Marenic, Sime Fantela - Guld
- Rodd, dubbelsculler herrar
  - Martin Sinkovic, Valent Sinkovic - Guld
- Skytte, trap herrar
  - Josip Glasnovic - Guld
- Rodd, singelsculler herrar
  - Damir Martin - Silver
- Segling, laser herrar
  - Tonci Stipanovic - Silver

#### Sommar-OS 2020
- Taekwondo, weltervikt damer
  - Matea Jelić - Guld
- Rodd, tvåa utan styrman herrar
  - Martin Sinković, Valent Sinković - Guld
- Tennis, herrar dubbel
  - Nikola Mektić, Mate Pavić - Guld
- Tennis, herrar dubbel
  - Marin Čilić, Ivan Dodig - Silver
- Segling, laser herrar
  - Tonči Stipanović - Silver
- Gymnastik, räck herrar
  - Tin Srbić - Silver
- Taekwondo, weltervikt herrar
  - Toni Kanaet - Brons
- Rodd, singelsculler herrar
  - Damir Martin - Brons

#### Sommar-OS 2024
- Judo, mellanvikt damer
  - Barbara Matić - Guld
- Rodd, tvåa utan styrman herrar
  - Martin Sinković, Valent Sinković - Guld
- Tennis, damer singel
  - Donna Vekić - Silver
- Vattenpolo, herrar
  - Kroatiens herrlandslag i vattenpolo - Silver
- Sportskytte, 10 meter luftgevär herrar
  - Miran Maričič - Brons
- Friidrott, diskus damer
  - Sandra Elkasević - Brons
- Taekwondo, flugvikt damer
  - Lena Stojković - Brons

## Fakta för varje spel
| Spel | Fanbärare                         | Deltagare | Män | Kvinnor | Sporter | Guld | Silver | Brons | Totalt |
| 2024 | Barbara Matić Giovanni Cernogoraz | 73        | 58  | 15      | 15      | 2    | 2      | 3     | 7      |
| 2022 | Zrinka Ljutić Marko Skender       | 11        | 4   | 7       | 4       |      |        |       |        |
| 2020 | Sandra Perković Josip Glasnović   | 60        | 40  | 20      | 16      | 3    | 3      | 2     | 8      |
| 2018 | Natko Zrnčić-Dim                  | 19        | 12  | 7       | 4       |      |        |       |        |
| 2016 | Josip Pavić                       | 87        | 68  | 19      | 18      | 5    | 3      | 2     | 10     |
| 2014 | Ivica Kostelić                    | 11        | 7   | 4       | 3       |      | 1      |       | 1      |
| 2012 | Venio Losert                      | 108       | 64  | 44      | 16      | 3    | 1      | 2     | 6      |
| 2010 | Jakov Fak                         | 19        | 12  | 7       | 4       |      | 2      | 1     | 3      |
| 2008 | Ivano Balić                       | 99        | 80  | 19      | 15      | 2    | 3      | 5     | 5      |
| 2006 | Janica Kostelić                   | 23        | 16  | 7       | 6       | 1    | 2      |       | 3      |
| 2004 | Dubravko Šimenc                   | 81        | 66  | 45      | 14      | 1    | 2      | 2     | 5      |
| 2002 | Janica Kostelić                   | 13        | 8   | 5       | 5       | 3    | 1      |       | 4      |
| 2000 | Zoran Primorac                    | 88        | 63  | 25      | 12      | 1    |        | 1     | 2      |
| 1998 | Janica Kostelić                   | 6         | 4   | 2       | 3       |      |        |       |        |
| 1996 | Perica Bukić                      | 84        | 75  | 9       | 14      | 1    |        | 1     | 2      |
| 1994 | Vedran Pavlek                     | 3         | 3   | 0       | 2       |      |        |       |        |
| 1992 | Goran Ivanišević                  | 39        | 36  | 3       | 11      |      | 1      | 2     | 3      |
| 1992 | Tomislav Čižmešija                | 4         | 3   | 1       | 3       |      |        |       |        |